# Scouting for Boys

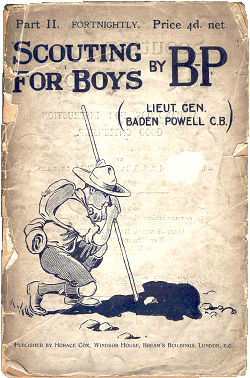
Omslaget på andra delen av Scouting for Boys, januari 1908

Scouting for Boys (originaltitel Scouting for Boys: A Handbook for Instruction in Good Citizenship) är den första boken om scoutrörelsen, utgiven för första gången 1908. Boken skrevs och illustrerades av Robert Baden-Powell, rörelsens grundare. Den är baserad på Baden-Powells barndomsupplevelser, hans erfarenheter av Mafekings kadettkår under andra boerkriget vid belägringen av Mafeking, och hans experimentella första scoutläger på Brownsea Island, England. Den är 1900-talets fjärde mest sålda bok.

## Historia
Boken Scouting for Boys (1908) är Baden-Powells omskrivna variant av sin tidigare militära bok Reconnaissance and Scouting (1884) och Aids to Scouting for NCO's and Men (1899). Dessa tidigare böcker var militära manualer som användes av brittiska armén vid träning av spejare. I Mafeking rekryterade och tränade Baden-Powell pojkar i åldrarna 12-15 som brevbärare, kurirer och senare för att bära skadade, för att på detta sätt frigöra männen till att strida. Vid sin hemresa till England, direkt efter Boerkriget, fick han veta att vissa brittiska skolor hade använt hans böcker vid undervisning i observations- och slutledningsförmåga. Han beslöt sig för att skriva om sina militära skrifter till en bok för pojkar. Flera vänner stödde Baden-Powells idé, däribland sir William Alexander Smith, grundare av Boys' Brigade, och Cyril Arthur Pearson, som ägde flera stora tidningar och bokpressar. Under 1906 och 1907 ägnade Baden-Powell mycket tid åt att skriva Scouting for Boys och överföra sina idéer till en plan för pojkscouter. Dessa testades under lägret på Brownsea Island sommaren 1907, där Pearsons litterära redaktör Percy Everett hjälpte till.
Scouting for Boys publicerades först i sex delar om 70 sidor var som gavs ut varannan vecka från januari till mars 1908. De framställdes av Pearsons tryckare, Horace Cox. De sex publikationerna blev en succé och gavs som planerat ut i bokform den 1 maj 1908. Scouting for Boys har översatts till många språk. 1948 sålde boken fortfarande 50 000 upplagor årligen. Först år 1967 märktes en nedgång i försäljningen. Det är 1900-talets fjärde mest sålda bok, förmodligen till stor del på grund av den andra gröna vågen som pågick mellan 1890-talet och 1920-talet. Verksamheter ute i naturen organiserades då genom bland annat scoutingverksamhet, gymnastik- och idrottsföreningar.

## Övrigt
"Scouting for Boys" nämns i låten Welcome to the Machine av Pink Floyd från albumet Wish You Were Here.

## Utgåvor

### Engelska
- (på engelska) Scouting for Boys (Första publikationen). London, Windsor House, Bream's Buildings, E.C.: Horace Cox (printer for C.A. Pearson). 1908. sid. sex delar med cirka 70 sidor var
- (på engelska) Scouting for Boys (1:a i bokform). London, Henrietta Street: C. Arthur Pearson Ltd. 1 maj 1908. sid. 288 sidor
- (på engelska) Scouting for Boys (2:a upplagan). London: C. Arthur Pearson Ltd. 1909
- (på engelska) Scouting for Boys (3:e upplagan). London: C. Arthur Pearson Ltd. 1910
- (på engelska) Scouting for Boys (4:e upplagan). London: C. Arthur Pearson Ltd. 1911
- (på engelska) Scouting for Boys (5:e upplagan). London: C. Arthur Pearson Ltd. 1912
- (på engelska) Scouting for Boys (6:e upplagan). London: C. Arthur Pearson Ltd. 1913
- (på engelska) Scouting for Boys (7:e upplagan). London: C. Arthur Pearson Ltd. 1913
- (på engelska) Scouting for Boys (8:e upplagan). London: C. Arthur Pearson Ltd. 1916. sid. 352 sidor
- (på engelska) Scouting for Boys (9:e upplagan). London: C. Arthur Pearson Ltd. 1918. sid. 334 sidor, plus My Views on "Pelmanism"
- (på engelska) Scouting for Boys (11:e upplagan). London, Tower House: C. Arthur Pearson Ltd. 1924. sid. 338 pages
- (på engelska) Scouting for Boys (12:e upplagan). London: C. Arthur Pearson Ltd. 1926. sid. 338 sidor
- (på engelska) Baden-Powell's Scouting for Boys (22:a upplagan). London: C. Arthur Pearson Ltd. 1944. sid. 328 sidor
- (på nederländska) Het verkennen voor jongens (5:e upplagan, kanadensisk gåva till nederländsk scouting). 's-Gravenhage: De Nederlandsche Padvinders. 1944. sid. 269 sidor
- (på engelska) Scouting for Boys in India (1:a indiska upplagan). General Headquarters of the Boy Scout Association in India. 1946. sid. 316 sidor
- (på engelska) Scouting for Boys (World Brotherhood-utgåva). Boy Scouts of America for and on behalf of the Boy Scouts International Bureau. 1946. sid. 328 sidor
- (på nederländska) Het verkennen voor jongens (6:e). 's-Gravenhage: Nationale Padvindersraad. cirka 1950. sid. 395 sidor
- (på engelska) Baden-Powell's Scouting for Boys (30:e upplagan). London: C. Arthur Pearson Ltd. 1957. sid. 328 sidor
- (på engelska) Scouting for Boys (Scoutversion (förkortad)). London: The Boy Scouts Association. 1963. sid. 182 sidor
- (på engelska) Scouting for Boys. Boy Scouts of Canada. 1973. sid. 331 sidor
- (på engelska) Baden-Powell's Scouting for Boys (Brownsea jubileum-version). Boy Scouts of America. 1982. ISBN 0-8395-3591-0
- (på engelska) Scouting for Boys (pocket). The Scout Association. 1998. ISBN 0-85165-247-6
- (på engelska) Scouting for Boys. Oxford: Oxford University Press. 2004. ISBN 0-19-280547-9
- (på engelska) Scouting for Boys (Singapore - Malaysia Edition) (paperback). Singapore: Brownsea Singapore. 2004. ISBN 981-05-1831-5
- (på engelska) Scouting for Boys (Singapore - Malaysia Edition). Singapore: Brownsea Singapore. 2004. ISBN 981-05-1830-7
- (på engelska) Scouting for Boys (pocket). Oxford/New York: Oxford University Press. 2005. sid. 448 sidor. ISBN 0-19-280246-1. http://www.oup.com/us/catalog/general/subject/TravelSportsRecreation/Recreation/?view=usa&ci=9780192802460

### Svenska
- Scouting for boys (1943 års upplaga). Stockholm: Sveriges Scoutförbund. 1943. sid. 279 sidor
- Scouting for boys (1955 års förkortade upplaga). Sveriges Scoutförbund och Scoutförlaget. 1955. sid. ? sidor
- Scouting for boys (1:a tryckningen av 1960 års förkortade upplaga). Stockholm: Svenska Scoutförbundet och Scoutförlaget. 1960. sid. 192 sidor
- Scouting for boys (2:a tryckningen av 1960 års förkortade upplaga). Stockholm: Svenska Scoutförbundet och Scoutförlaget. 1983. sid. 192 sidor
- Scouting for boys (3:e tryckningen av 1960 års förkortade upplaga). Stockholm: Svenska Scoutförbundet och Scoutförlaget. 1990. sid. 192 sidor
- Scouting for boys (4:e tryckningen av 1960 års förkortade upplaga). Stockholm: Svenska Scoutförbundet och Scoutförlaget. 1997. sid. 192 sidor

### Tyska
- (på tyska) Pfadfinder: ein Handbuch der Erziehung (13:e upplagan). Bern: Pfadfinder-Materialbüro. 1983. sid. 315 sidor
- (på tyska) Pfadfinder (3:e upplagan). Neuss: Georgs-Verlag. 1996. sid. 309 sidor

### Övriga språk
- (på urdu) Scouting brā'ē tiflān. Islamabad: National Book Foundation. 1973
- (på nederländska) Verkennen voor jeugd (10:e upplagan, pocket). Amersfoort: Nationale Padvindersraad. 1977. sid. 301 sidor
- (på italienska) Scoutismo per ragazzi. Milano: Ancora. 1978. sid. 438 sidor
- (på malayalam) Skauttingu-kuttikalkku. Bharat scouts and guides. 1982. sid. 456 sidor
- (på finska) Partiopojan kirja (3e utgåvan). Helsingfors: Patiokirja. 1986. sid. 350 sidor
- (på polska) Skauting dla chłopców : wychowanie dobrego obywatela metodą puszczańską. Warszawa: Oficyna Przeglądu Powszechnego. 1990. sid. 375 sidor
- (på ungerska) Cserkészet fiúknak: kézikönyv a jó állampolgár neveléséhez az erdőjárás révén. Budapest: M. Cserkészcsapatok Szövets. 1994. sid. 277 sidor
- (på portugisiska) Escutismo para rapazes. Lissabon: Corpo Nacional de Escutas. 1995. sid. 310 sidor
- (på kannada) Bālakarigāgi skauting. Bangalore: Navakarnataka. 2000. sid. 321 sidor

## Upphovsrättslig status
Upphovsrätten till "Scouting for Boys" innehades av brittiska Scout Association. Boken blev allmän egendom år 2011, 70 år efter författarens död 8 januari 1941. Fram till dess fick boken endast ges ut med direkt tillstånd från Scout Associations högkvarter.